# Megachile rufigaster
Megachile rufigaster är en biart som beskrevs av Cockerell 1945. Megachile rufigaster ingår i släktet tapetserarbin, och familjen buksamlarbin. Inga underarter finns listade i Catalogue of Life.